# Obratník Kozoroha

Obratník Kozoroha

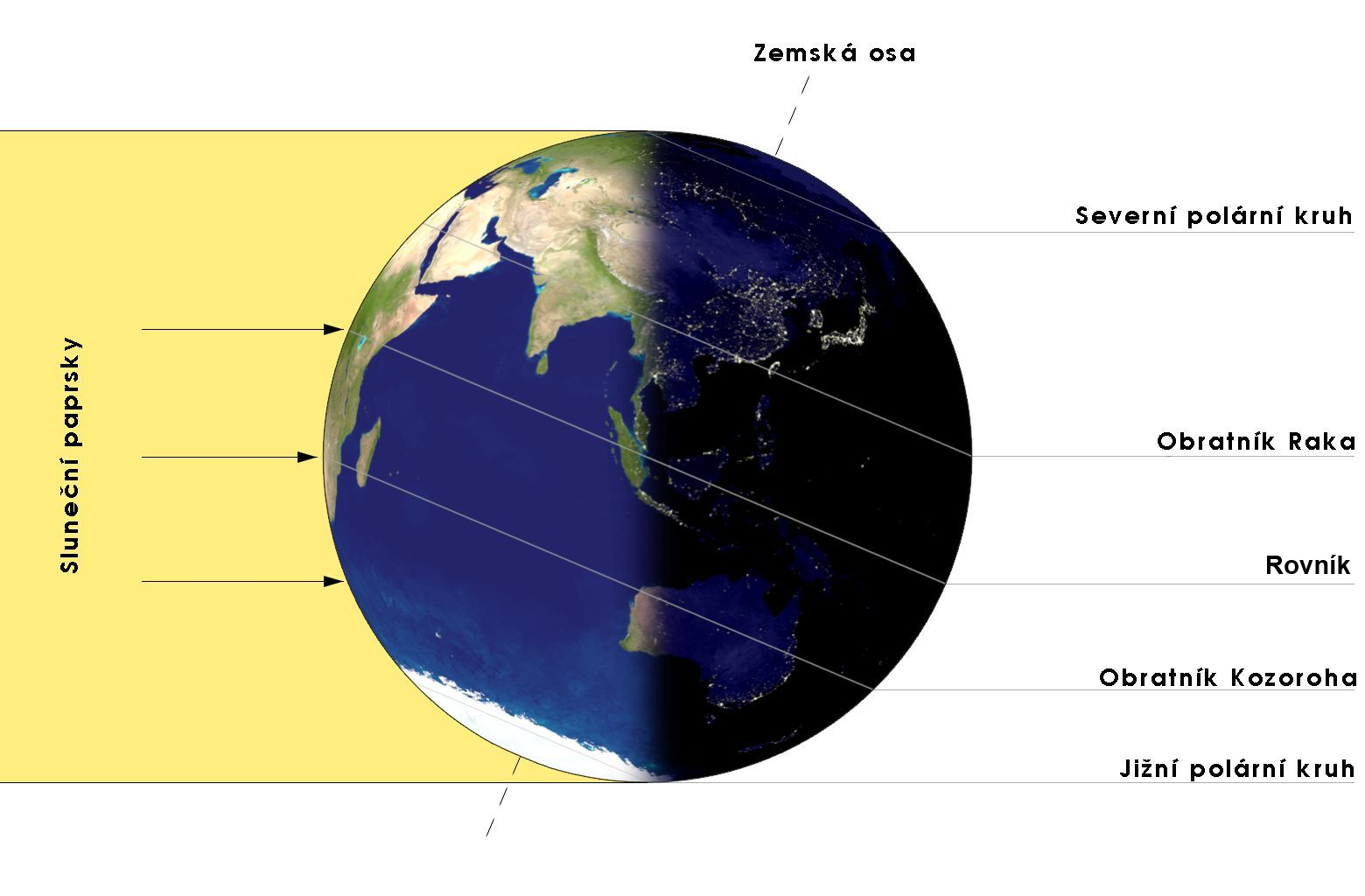
V době zimního slunovratu na obratníku Kozoroha dopadají Sluneční paprsky na Zemi kolmo

Obratník Kozoroha je na Zemi obratník na jižní polokouli, který se nachází na 23° 26' 14.440" jižní šířky. Jedná se o nejjižnější rovnoběžku, kde Slunce může být v zenitu. K tomu zde dochází právě jednou za rok, a to v době zimního slunovratu.
V okolí obratníku Kozoroha se podobně jako na severní polokouli v oblasti obratníku Raka nachází pásmo pouští. Konkrétně jsou to Atacama v Jižní Americe, Kalahari v Africe a pouště vnitrozemí Austrálie.

## Státy
| Kontinent     | Stát         |
| ------------- | ------------ |
| Jižní Amerika | Chile        |
| Jižní Amerika | Argentina    |
| Jižní Amerika | Paraguay     |
| Jižní Amerika | Brazílie     |
| Afrika        | Namibie      |
| Afrika        | Botswana     |
| Afrika        | Jižní Afrika |
| Afrika        | Mosambik     |
| Afrika        | Madagaskar   |
| Austrálie     | Austrálie    |

## Zajímavosti
V důsledku relativně sporého výskytu souše na jižní zemské polokouli existují pouze čtyři státy, ležící celé na jih od obratníku Kozoroha:
- Lesotho
- Nový Zéland[pozn. 1]
- Svazijsko
- Uruguay

Svá hlavní města mají jižně od obratníku ještě Argentina, Austrálie, Botswana, Chile, Jihoafrická republika, Mosambik a Paraguay. Přímo na obratníku leží brazilská megalopole São Paulo.